# کاوننت لایف، آلاسکا
کاوننت لایف (به انگلیسی: Covenant Life) شهری در بخش هینز، آلاسکا ایالت آلاسکا است که جمعیت آن در سرشماری سال ۲۰۰۰ میلادی ۱۰۲ نفر بوده‌است.